# Austroagrion cyane
Austroagrion cyane är en trollsländeart som först beskrevs av Selys 1876.  Austroagrion cyane ingår i släktet Austroagrion och familjen dammflicksländor. Inga underarter finns listade i Catalogue of Life.